# Vitt bröd

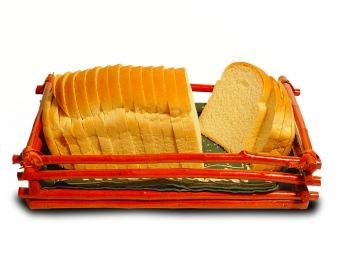
Vitt bröd.

Vitt bröd är ett bröd som bakas av mjöl från vete. Det används tillsammans med pålägg och i smörgåstårtor. Vitt bröd kan rostas i en brödrost, så kallat rostat bröd.
Generellt är vitt bröd mjukare än fullkornsbröd och mer smaklöst. Vitt bröd innehåller lite fibrer och mindre näring än fullkornsprodukter samt mättar sämre. Ofta innehåller det mycket socker eller andra sötningsmedel och konserveringsmedel som förlänger hållbarheten. Forskning pågår (2024) för att ta fram ett vitt bröd som är lika hälsosamt som fullkornsbröd. Bland annat genom att berika mjölet med vetekli, vetekärnor och nyttiga spannmål som quinoa, teff, durra och hirs.